# Ediciones Alpha Decay
Ediciones Alpha Decay S.A. es una editorial española fundada en Barcelona en 2004 por Enric Cucurella y Diana Zaforteza, con la colaboración de Carmen Balcells. Consta de un catálogo de más de un centenar de títulos, fundamentalmente de literatura contemporánea. Su colección más importante es ‘Héroes Modernos’, colección tanto de ficción como de ensayo.

## Historia
Alpha Decay nació como editorial independiente en 2004, de la mano de Enric Cucurella y Diana Zaforteza, en colaboración con la representante de escritores Carmen Balcells. Surgió de la necesidad de editar con independencia de las grandes multinacionales del libro, como lo han hecho otras editoriales españolas desde 2003.
Pronto se sumó al proyecto Ana S. Pareja, que durante una etapa de tres lustros colaboró e impulsó la editorial. Suya es la idea de crear la colección ‘Alpha, Bet & Gimmel’. En efecto, hasta 2004, Enric Cucurella estaba ejerciendo como lector-editor en la agencia de Carmen Balcells. En ese momento, junto a Cucurella hay un buen número de nuevas editoriales independientes emergentes.
El objetivo de la editorial Alpha Decay es publicar obras a la vanguardia de la literatura mundial.
El nombre de la editorial procede del término inglés Alpha decay o desintegración alfa, un tipo de radiación que se produce cuando el núcleo del átomo expulsa una partícula alfa (núcleo de helio). Entre sus primeros lanzamientos figura, en septiembre de 2005, el libro de Ahmadou Kourouma Cuando uno rechaza dice no.

## Autores
Entre los autores publicados figura una nómina tan variada como novedosa, entre los que destacan Amador Vega, Tao Lin, Primo Levi,  Saki, Francesc Serés, Agota Kristof, Andrés Barba, Jim Dodge, Fabián Casas, Iain Sinclair.

## Colecciones
- ‘Héroes Modernos’, colección tanto de ficción como ensayo.
- ‘Alpha, Bet & Gimmel’, colección de filosofía y contracultura.
- ‘Alfanhuí’, destinada a la publicación de inéditos.
- ‘Alfaneque’, que agrupa clásicos de la literatura africana de los años sesenta.
- ‘Alpha Partícula’, dedicada al ensayo científico.
- ‘Alpha Cómic’, cómics para todos.
- ‘Alpha Mini’, libros en pequeño formato.